# Frieda Goralewski

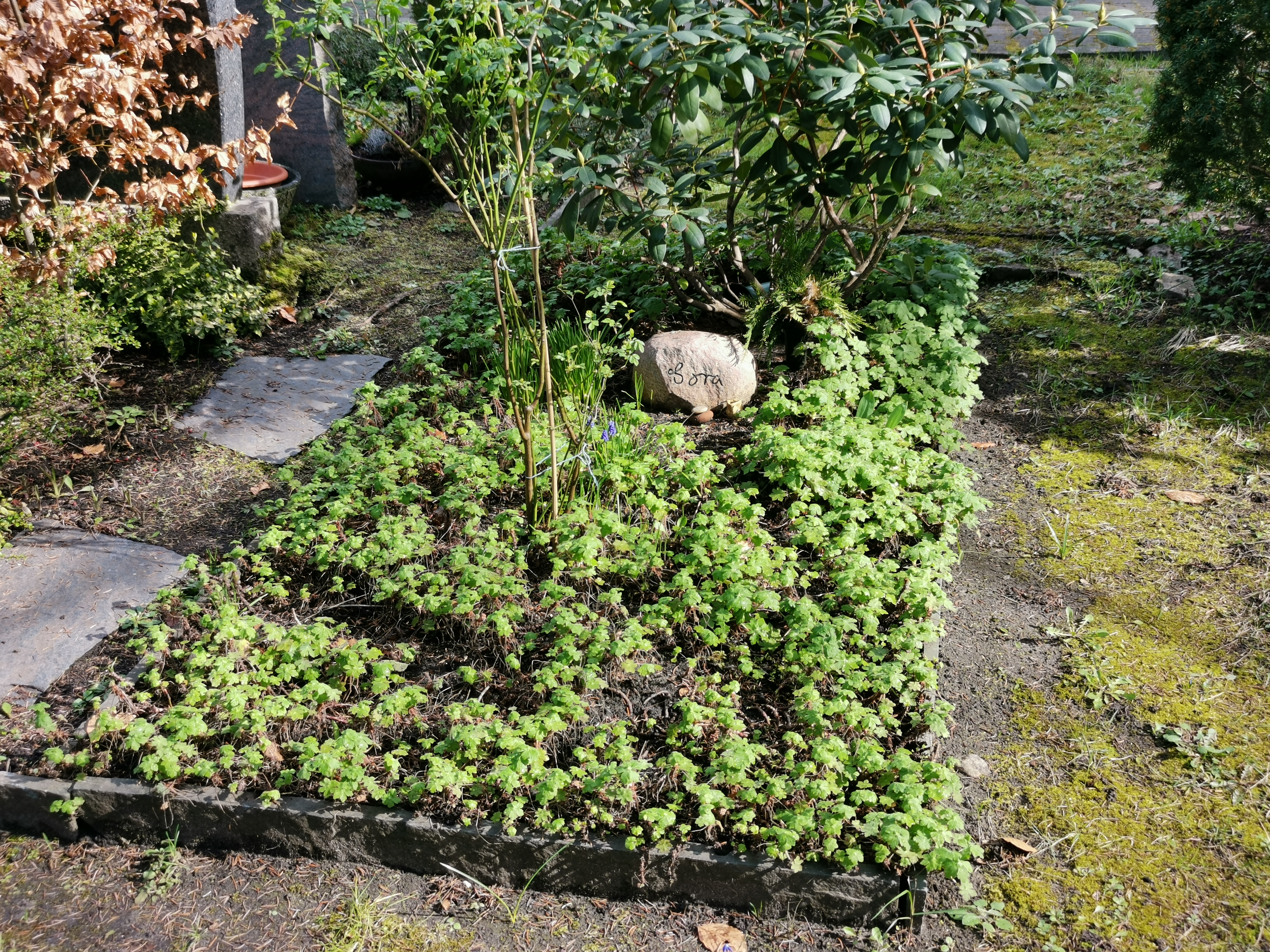
Grab auf dem Friedhof der St.-Matthias-Gemeinde in Berlin-Tempelhof (Abt. 24)

Frieda Goralewski (* 15. März 1893 in Hildesheim; † 6. Januar 1989 in Berlin-Grunewald), genannt „Gora“, wirkte seit den 1920er Jahren bis zu ihrem Tod als Atem- und Leibpädagogin und Therapeutin in Berlin.

## Überblick
Mit ihrem Wirken war sie Teil der Anfang des 20. Jahrhunderts entstandenen Lebensreformbewegung. Ebenso wie Lily Ehrenfried, Elfriede Hengstenberg, Sophie Ludwig und Charlotte Selver war sie eine Schülerin von Elsa Gindler. Diese hatte pionierhaft das somatische Lernen als Orientierung für Persönlichkeitsentwicklung erarbeitet. Frieda Goralewski war in den 1980er Jahren in Deutschland die Gindler-Schülerin mit dem größten Wirkungskreis: 300 bis 500 Teilnehmende aller Lebensalter besuchten an sechs Tagen die Woche ihre Gruppenstunden, die sie schlicht Turnen nannte. Sie bildete auch Lehrkräfte aus, die heute unterrichten. Ihre Arbeit wird gefördert durch die Goralewski-Gesellschaft e.V.

## Leben
Frieda Goralewski wurde als ältestes von acht Kindern geboren. Der Vater war Buchhalter und Kaufmann. 1908 zog die Familie nach Danzig und von dort kurz vor Ausbruch des Ersten Weltkriegs nach Berlin. Ihre Kindheit und Jugend schildert sie als sehr naturnah und glücklich. Den Umzug nach Berlin erlebte sie als doppeltes Trauma, die Anonymität der großen Stadt und der Kriegsausbruch wirkten auf sie bedrohlich. Zusätzlich musste Gora als ältestes Kind Lehrerin werden, um möglichst bald zum Familienunterhalt beizutragen. Ihre „winzige“ Statur und ihre Unsicherheit nach einer kriegsbedingt abgebrochenen Ausbildung ließen ihre Situation in einer Jungenschule im Arbeiterbezirk Wedding zur großen Herausforderung werden.
In dieser Zeit, vermutlich 1914, lernte sie Elsa Gindler (1885–1961) kennen. Deren tägliche Gymnastikstunden wurden sofort Lebensquelle. Nach einigen Jahren erhielt Gora ein informelles Diplom zum Unterrichten. Von nun an widmete sie ihr Leben dieser Arbeit: „Den Körper zu finden“ und andere Menschen zu unterstützen, so in den Körper „hinein zu finden, dass es von innen aus lebendig wird“.
Frieda Goralewski arbeitete seit den 1920er Jahren in Berlin. Der Nationalsozialismus vernichtete ihre bis dahin aufgebaute Existenz. Die jüdischen Schüler waren verschwunden und die anderen trauten sich nicht mehr zu ihr, weil sie zu Recht des Widerstands verdächtig war. Nach Kriegsende begann sie neu. Bis einen Tag vor ihrem Tod begleitete sie in ihren Kursen und in Einzelbehandlungen Menschen aller Lebensalter: von Schwangerschaft, Krabbelalter bis ins hohe Alter. In den 80er Jahren war sie mit vielen Kursen an sechs Tagen die Woche die Gindler-Schülerin mit dem größten Wirkungskreis in Deutschland. Ab 1981 gab es für einige Jahre Ausbildungsklassen, die von ihr und ihren Mitarbeitern angeleitet wurden.

## Wirken
Elsa Gindler war ausgegangen von einer „natürlichen Gymnastik“ in Nachfolge von Hedwig Kallmeyer und der damaligen Entwicklung der Atemtherapie. Sehr bald hatte sie über spürende Durchdringung ihrer Arbeit den Zusammenhang von Körper und menschlichem Allgemeinverhalten erkannt. Dadurch gilt sie heute als Pionierin der modernen Körperarbeit und Körperpsychotherapie. Dies und die Zusammenarbeit mit Heinrich Jacoby nach 1924 ließen sie immer mehr zu einer allgemeinen Erwachsenenpädagogin werden mit dem „Körper als Auskunftsorgan“. Insbesondere nach 1945 wurden neben dem Erforschen der eigenen Natur im Körper in ihren Arbeitsgemeinschaften regelmäßig auch die Konsequenzen dieser Erfahrungen im Gesamtverhalten erörtert und erforscht: „Nachentfaltung“.
Frieda Goralewski war eine sehr frühe Schülerin von Elsa Gindler. Auch Ausbildungsschülerinnen von Gindler kamen noch in ihre ersten Kurse. Güte, Wärme und Naturverbundenheit ihrer Persönlichkeit führten zu einem scheinbar einfachen Unterricht, den sie zum Ende ihres Lebens „Meditationen des Körpers“ nannte. Zart von Statur, und Jahrzehnte ihres Lebens gesundheitlich sehr gehandicapt wirkte sie mit schier unerschöpflicher Energie. Wesentlich in ihren Gruppenstunden war ihre mächtige Stimme, mit der sie die Teilnehmenden in ihrem Suchen nach mehr Lebendigkeit in ihren Bewegungen unentwegt begleitete, sei es in großen Alltagsbewegungen, sei es in feinsten Bewegtheiten im Liegen „auf dem roten Teppich“. Im Bewusstwerden von Atem und Bewegung kann erfahren und erkannt werden, wie man sich körperlich stört, wie man stattdessen mit weniger Verspannung effizienter handeln und Erholungsprozesse zulassen kann. Neben Schauspielern, Tänzern und Musikern, die sich Unterstützung in der Berufsausübung erarbeiteten, waren die meisten der erwachsenen Teilnehmenden an verbesserter Leiblichkeit und erhöhter Lebensqualität interessierte Menschen oder kamen mit gesundheitlichen Anliegen.